# Befehlshaber der U-Boote
Befehlshaber der U-Boote (BdU) lautete in der Kaiserlichen Marine und dem Ersten Weltkrieg sowie der Kriegsmarine und dem Zweiten Weltkrieg anfangs die Dienststelle des Befehlshabers der Waffe und im Verlauf der Kriege des regionalen Befehlshabers der Waffe.

## Erster Weltkrieg
Der BdU war im Ersten Weltkrieg die aus der U-Bootsinspektion und dem Führer der U-Boote am 5. Juni 1917 entstandene oberste Befehlsstelle der U-Boote, deren Abteilungen von einem FdU geführt wurden. Grund für die Entstehung war die Bildung größerer U-Bootgruppen in Flandern und dem Mittelmeer, denen jeweils ein FdU Flandern (Korvettenkapitän Karl Bartenbach) und Mittelmeer (Kapitän zur See/Kommodore Theodor Püllen und Kapitän zur See/Kommodore Kurt Graßhoff) vorstanden.
Einziger BdU der Kaiserlichen Marine war Kapitän zur See/Kommodore Andreas Michelsen.

## Drittes Reich und Zweiter Weltkrieg
In der Kriegsmarine der deutschen Wehrmacht bezeichnete BdU sowohl eine Dienststellung als auch die Dienststelle. Die Bezeichnung entstand am 19. September 1939 aus der Dienststelle Führer der U-Boote (FdU). Leiter dieser Dienststelle war seit Januar 1936 Kapitän zur See Karl Dönitz mit der Dienststellung Führer der U-Boote. Die Unterstellung erfolgte unter das Flottenkommando. Der Dienststelle unterstanden die unterschiedlichen Führer der U-Boote und besaß unterschiedliche Abteilungen (truppendienstliche Führung durch die Organisationsabteilung und operativ durch die Operationsabteilung). Später kam noch für eine kurze Zeit eine Zentralabteilung hinzu.
Die Dienststelle war zunächst in Kiel untergebracht, dann ab Sommer 1940 kurzzeitig in Paris, dann ab November in Lorient, wo auch eine Kriegsmarinewerft und große U-Bootbunker errichtet wurden. Bis 1942 leitete Karl Dönitz von einer Villa auf der Landzunge von Kernével aus die Unternehmungen der U-Bootwaffe.
Ab dem 19. September 1939 war der inzwischen zum Konteradmiral beförderte Dönitz Inhaber dieser Dienststellung als Befehlshaber der U-Boote (BdU). Dönitz behielt diese Stellung auch, als er am 31. Januar 1943 zum Großadmiral und Oberbefehlshaber der deutschen Kriegsmarine befördert wurde. Nach Ende des Zweiten Weltkrieges wurde die Dienststelle nicht weitergeführt.
Organisationsabteilung
Neben einer Operationsabteilung (BdU op.) existierte auch noch eine Organisationsabteilung (BdU org.), welche die truppendienstliche Führung übernommen hatte. Damit unterstanden dieser Organisationsabteilung zumindest zu Kriegsbeginn alle dem BdU zugeordneten Flottillen. Mit dem Aufbau der FdUs wurde diese als Kommandoebene dazwischengeschaltet. Ab Februar 1940 wurde eine Unterseebootausbildungsabteilung (UAA) in Plön mit der Unterstellung unter die Organisationsabteilung des FdUs. Im April 1941 erfolgte mit der Aufstellung einer 2. Unterseebootausbildungsabteilung die Umbenennung der ursprünglichen UAA in 1. Unterseebootausbildungsabteilung. Eine 3. Unterseebootausbildungsabteilung wurde im April 1943 in Pillau eingerichtet. Diese drei Unterseebootausbildungsabteilungen bestanden bis Kriegsende. Die Organisationsabteilung (BdU org.) wurde ab September 1941 als 2. Admiral der Unterseeboote und ab März 1943 als Kommandierender Admiral der Unterseeboote geführt, wobei die Unterstellung unter das Marinegruppenkommando Nord erfolgte. Von der Aufstellung der Organisationsabteilung (BdU org.) Ende 1939 bis zu seinem Tod kurz vor Kriegsende bekleidete Kapitän zur See/Konteradmiral/Admiral Hans-Georg von Friedeburg diese Positionen. Nach von Friedeburgs Tod übernahm für einen Monat Korvettenkapitän Kurt Dobratz die Wahrnehmung der Geschäfte des Kommandierenden Admirals der U-Boote.
Operationsabteilung
Die Operationsabteilung hatte über die Dauer des Bestehens unterschiedliche Führungsaufgaben bzw. -konstellationen. So waren ab Ende 1940 auch die im Atlantik operierenden italienischen U-Boote einsatzmäßig dem BdU unterstellt; truppendienstlich unterstanden sie allerdings dem italienischen FdU Atlantik in Bordeaux. Bis März 1941 war Korvettenkapitän Hans-Rudolf Rösing dort Verbindungsoffizier, welche später kurz Chef der Zentralabteilung war. Die deutsche U-Boote im Schwarzen Meer bildeten ab Ende 1942 mit Sitz in Konstanza unter dem Admiral Schwarzes Meer die 30. U-Flottille. Im März 1943 entstand aus der aufgelösten Operationsabteilung (BdU op.) eine neue Unterseebootsführungsabteilung der Seekriegsleitung (als 2/Skl B.d.U. op), welche zukünftig die operativen Aufgaben übernehmen sollte. Bis Kriegsende war Korvettenkapitän/Fregattenkapitän/Kapitän zur See/Konteradmiral Eberhard Godt in dieser Position. Ab Anfang 1944 waren die in Südostasien befindlichen deutschen U-Boote (Gruppe Monsun) truppendienstlich der Unterseebootsführungsabteilung mit dem Stützpunkt in Penang als Chef im Südraum unterstellt.
Ausbildung
Zusätzlich wurde im März 1943 die Ausbildung neu gestaltet und folgende Dienststellen unter dem Kommandierenden Admiral der Unterseeboote geschaffen:
- Höheres Kommando der Unterseebootsausbildung (HKU) unter Kapitän zur See Albrecht Schmidt mit der 21. U-Flottille und 22. U-Flottille
- FdU Ost – Führer der U-Boote Ost
- FdU Ausb – Führer der U-Bootsausbildungsflottillen

## Bekannte Personen
- Peter-Erich Cremer: Zweiter Admiralstabsoffizier 1942/1943
- Robert Gysae: 1940 zur Verfügung des BdU
- Ernst Kratzenberg: von Mitte 1943 bis kurz vor Kriegsende Chef des Stabes beim Kommandierender Admiral der Unterseeboote
- Heinrich Liebe: Referent von August 1944 bis Kriegsende
- Walter Lohmann: Flaggleutnant und Zweiter Admiralstabsoffizier von Juni 1916 bis Kriegsende
- Dietrich Niebuhr: Admiralstabsoffizier 1918
- Gustav Poel: Stabsstelle von 1940 bis 1941
- Hans Rehberg: Kriegsberichterstatter im Zweiten Weltkrieg
- Hans-Rudolf Rösing: Referent 1938/1939, dann Verbindungsoffizier der deutschen Kriegsmarine, später FdU West
- Alfred Saalwächter: Admiralstabsoffizier vor Ende des Ersten Weltkriegs
- Herbert Schultze: Admiralstabsoffizier von Dezember 1942 bis März 1944
- Gerd Suhren: Ingenieuroffizier Februar/März 1943